# Archithosia discors
Archithosia discors là một loài bướm đêm thuộc phân họ Arctiinae, họ Erebidae.